# Labrisomidae
Labrisomidae é uma família de peixes da subordem Blennioidei.

## Géneros
- Alloclinus
- Auchenionchus
- Calliclinus
- Cryptotrema
- Dialommus
- Exerpes
- Haptoclinus
- Labrisomus
- Malacoctenus
- Mnierpes
- Nemaclinus
- Paraclinus
- Starksia
- Xenomedea